# Казиюрт
Казиюрт (кум. Къази-Юрт, авар. Гъазиюрт) — кутан Ахвахского района, расположенный на территории Бабаюртовского района Дагестана.

## География
Расположено на левом берегу реки Сулак, на юго-востоке от районного центра Бабаюрт.
Ближайшие сёла: на севере — Новый Борч, на северо-западе — Кохтебе, на юге — Самилах (Кумторкалинский район), на юго-западе — Пятилетка (Хасавюртовский район), на востоке — Львовское №1.

## История
Одно из старинных кумыкских сёл на плоскости. Играло важное военно-политическое и торговое положение. Основано в сер. XVIII века кумыкским князем Кази Темировым, у паромной переправы через реку Сулак. Долгие годы в селе находилось царское укрепление и гарнизон. Подвергался частым затоплениям водами реки Сулак. В 1924 году часть жителей переселяется в колонию Вандерлоо №1 (ныне село Львовское №1) покинутую немцами. В 1943 году всё население села полностью переселено в Львовское №1. В 1962 году земли бывшего села передаются под использования колхозам горных районов республики. В это же время здесь вновь и образуется этот кутан, под названием Кази-юрт с жителями переселенцами из Ахвахского района, села Тлибишо